# Concilio di Gerusalemme
Il concilio di Gerusalemme o concilio apostolico fu, stando alla testimonianza degli Atti degli Apostoli, un'importante riunione delle cosiddette colonne della Chiesa del periodo apostolico ed ebbe luogo intorno al 49.
Tra la Chiesa di Gerusalemme e Paolo di Tarso si giunse all'accordo ufficiale sulla ripartizione delle missioni: i gerosolimitani (i seguaci di Giacomo il Giusto) e Pietro per i giudeo-cristiani circoncisi e Paolo per i cristiani provenienti dal paganesimo. Il concilio viene presieduto da Giacomo e da Pietro, quest'ultimo, dopo un'accesa disputa tra le diverse fazioni, l'una che vorrebbe imporre la legge mosaica ai pagani convertiti e l'altra che considera questa un «giogo» iniquo, richiama tutto il collegio a rispettare la volontà di Dio, chiaramente manifestatasi in occasione della sua visita a Cornelio, dove lo Spirito Santo era disceso anche sui pagani non facendo «alcuna distinzione di persone».
Dopo Pietro intervengono Paolo e Barnaba, i più attivi evangelizzatori dei Gentili. Infine, prende la parola anche Giacomo, anziano della Chiesa di Gerusalemme (probabilmente, in un primo tempo, il leader di quanti volevano imporre la legge mosaica, come pare anche nella Lettera ai Galati di Paolo) che richiamandosi a Pietro aggiunse la proposta di una soluzione di compromesso che prevedeva la prescrizione ai pagani convertiti di pochi divieti tra cui l'astensione dal nutrirsi di cibi immondi.
L'elenco ufficiale dei concili ecumenici ebbe inizio col concilio di Nicea I.

## Contesto storico
Atti 15 e Galati 2 affermano che il concilio fu convocato per dirimere la questione circa il fatto che i pagani convertiti al cristianesimo dovessero essere circoncisi, secondo quanto previsto dalla legge mosaica. La circoncisione era considerata un atto riprovevole ed esecrabile durante il periodo dell'ellenizzazione del Mediterraneo orientale. Nella civiltà classica, essa era particolarmente avversata dagli antichi Greci e dai Romani, che invece valutavano positivamente la presenza del prepuzio.
In quel tempo, la maggior parte dei seguaci di Gesù erano Ebrei di nascita convertiti al cristianesimo, che consideravano come facente parte del giudaismo. Secondo gli studiosi, essi accettavano tutti gli aspetti del giudaismo del Secondo Tempio con l'aggiunta dell'articolo di fede secondo il quale Gesù era il Messia. I maschi non potevano appartenere al popolo di Dio a meno di essere circoncisi. La questione sorse dal fatto che alcune persone andavano insegnando che "tu non puoi essere salvato, a meno di essere circonciso secondo l'uso di Mosè" (cfr. Atti 15:1-2).

## Datazione
Gli eventi sono generalmente datati intorno al 50 d.C., circa dieci anni prima della morte di Giacomo il Giusto. La datazione più frequente è al 48 d.C., dai 10 ai 15 anni dopo la crocifissione di Gesù. Alcuni indizi letterari suggeriscono che il concilio si svolse in due parti: una intorno al 49-50, dominata da Pietro, che affrontò la questione della salvezza nella prospettiva di Gesù Cristo e dello Spirito Santo; una seconda parte, dominata da Giacomo, che ebbe luogo fra il 52 e il 58, e si occupò di questioni riguardanti la comunità in uno spirito di legalismo intelligente e pacifico, mentre Paolo era in Asia minore, Grecia e Macedonia, e ne apprese i risultati al suo ritorno nel 58.

## Le cause e le determinazioni
(Atti degli Apostoli, cap.15, vv.23-29)
La proibizione di mangiare sangue conferma il divieto di Levitico 17.
Gli Atti degli Apostoli e la Lettera ai Galati presentano, da due punti di vista diversi, il primo problema dottrinale del cristianesimo nascente, che in sintesi può essere così espresso:
1. Il cristianesimo è solo una filiazione, un ramo del giudaismo? Oppure è qualcosa di diverso, di discontinuo con la tradizione giudaica? (dunque qualcosa di nuovo)
2. Di conseguenza, il cristianesimo è riservato a chi è divenuto un proselita del giudaismo? Oppure è possibile essere seguaci di Cristo senza osservare i rituali e le tradizioni della fede giudaica? Cioè per essere cristiani bisogna prima essere ebrei, oppure possono diventare cristiani anche i non ebrei?

È evidente che dalla risposta ai quesiti dipende l'universalità del messaggio di Cristo. E ancora: se un cristiano doveva essere circonciso, allora il sacrificio di Cristo perdeva di valore e la redenzione veniva drasticamente ridotta di significato e subordinata all'osservanza della Legge. Non si trattava più di Grazia ma del risultato delle opere legalistiche dell'uomo. Non si trattava del mettere in atto l'etica cristiana, ma del concetto che portava a ritenere opere meritorie quelle che attenevano ai rituali ed ai cerimoniali dell'ebraismo. Quando Pietro ritornò da Ioppe a Gerusalemme, venne contestato dai cristiani “circoncisi” (Atti 11:1-3) per il fatto di essere entrato in casa di pagani incirconcisi, e questo dimostra il persistere della diffidenza nei confronti degli esterni al mondo giudaico; pur tuttavia questi si rallegrarono quando egli spiegò loro che quelli avevano ricevuto la stessa Grazia e la stessa benedizione.
Paolo di Tarso riferisce (Lettera ai Galati, 2) di un episodio avvenuto ad Antiochia nel corso di una visita di Pietro che, mentre prima ha manifestato comunione con i credenti gentili, appena arrivano da Gerusalemme quelli provenienti da Giacomo si intimorisce e se ne sta in disparte provocando infine la dura reazione di Paolo. Nello stesso capitolo Paolo definisce Pietro apostolo dei circoncisi e sé stesso quello degli incirconcisi, intendendo con ciò una vocazione più etnica che religiosa. Questo scontro tra Pietro e Paolo manifesta una dialettica interna alla Chiesa nascente, che andava necessariamente chiarita.
Il concilio di Gerusalemme evidenzia chiaramente che tutta la problematica non nasceva da posizioni preconcette degli apostoli (che pur c'erano), ma era frutto del massiccio ingresso di farisei convertiti nella comunità di Gerusalemme (Atti 15:5); l'intransigenza tipica dei Farisei provocava e manteneva viva la diatriba. Proprio alcuni di essi erano andati ad Antiochia, ambiente sospetto perché ellenista, per fare opera di proselitismo tra i credenti perché si circoncidessero; erano stati ancora loro a far recedere Pietro dall'aver comunione con i credenti non circoncisi quando questi si recò in visita nella fiorente comunità; e fu sempre loro la richiesta di circoncidere tutti quelli che avevano accompagnato Paolo e Barnaba venuti da Antiochia a Gerusalemme proprio per discutere del serio problema.
Lo svolgimento del dibattito, pur nella sintetica relazione lucana, evidenzia tutto questo; dimostra inoltre come la comunità di Gerusalemme abbia una conduzione ancora collegiale, e come Pietro, pur sempre pronto a parlare per primo, non sia però colui che tira le somme o le conclusioni, cosa che invece fa Giacomo. La formula di concordia del concilio di Gerusalemme di Atti 15 dimostra, comunque, che il problema venne superato solo in parte, perché di fatto una divisione rimase e se ne trova traccia nella maggior parte delle lettere di Paolo, nelle quali risalta la sua continua lotta contro le problematiche create nelle Chiese dai cristiani giudaizzanti.

## Attendibilità storica
Generalmente gli studiosi concordano sul fatto che Atti 15 e Galati 2 si riferiscano al medesimo evento storico. Alcuni studiosi considerano le due versioni fra loro contraddittorie. La storicità del resoconto di Luca è stata messa in discussione e fu del tutto rigettata da alcuni studiosi nella seconda metà del XX secolo. Purtuttavia, gli studiosi del XXI secolo sono inclini a trattare il concilio come un evento storico, sebbene talora questa opinione sia espressa con cautela. Il volume di Bruce Metzger intitolato Textual Commentary on the Greek New Testament include un sintesi della ricerca sul tema aggiornata al 1994:

## Conseguenze
In merito al divieto di consumare sangue e animali soffocati, il Sinodo ecumenico di Firenze ribadì che le prescrizioni cerimoniali della Vecchia Alleanza erano abrogate dalla Nuova legge evangelica e che in generale era peccato continuare ad osservarli, sebbene la Chiesa di Cristo abbia il potere di ripristinare alcuni usi in determinate circostanze:
(Ex Quo Primum, n. 62)

## Interpretazione
Il Decreto Apostolico può essere ritenuto uno dei maggiori atti di differenziazione del Cristianesimo dal Giudaismo. La Jewish Encyclopedia afferma:
La Catholic Encyclopedia alla voce "Judaizers" afferma:
Joseph Fitzmyer contesta la tesi secondo cui il Decreto Apostolico sarebbe basato sulle leggi noachiche di Genesi 9 e propone come fondamento Levitico 17-18. Egli, inoltre, arguisce che la decisione fu un compromesso pratico teso a instaurare un accordo fra Gentili e Cristiani, e non come un'affermazione di carattere teologico che avrebbe dovuto vincolare i Cristiani di ogni tempo.
Secondo il vescovo cattolico Karl Josef von Hefele (vissuto nel XIX secolo), il Decreto Apostolico del Concilio Gerusalemme "rimase obsoleto per secoli in Occidente", sebbene sia ancora riconosciuto e osservato nella Chiesa Ortodossa di Oriente. Alcuni dispensazionalisti in merito a Atti 28 come il vescovo anglicano Ethelbert William Bullinger (vissuto nel XIX secolo), sono un altro esempio di quanti credono che il Decreto Apostolico (e tutto ciò che precede Atti 28) non debba più essere applicato.